# Фасадная система

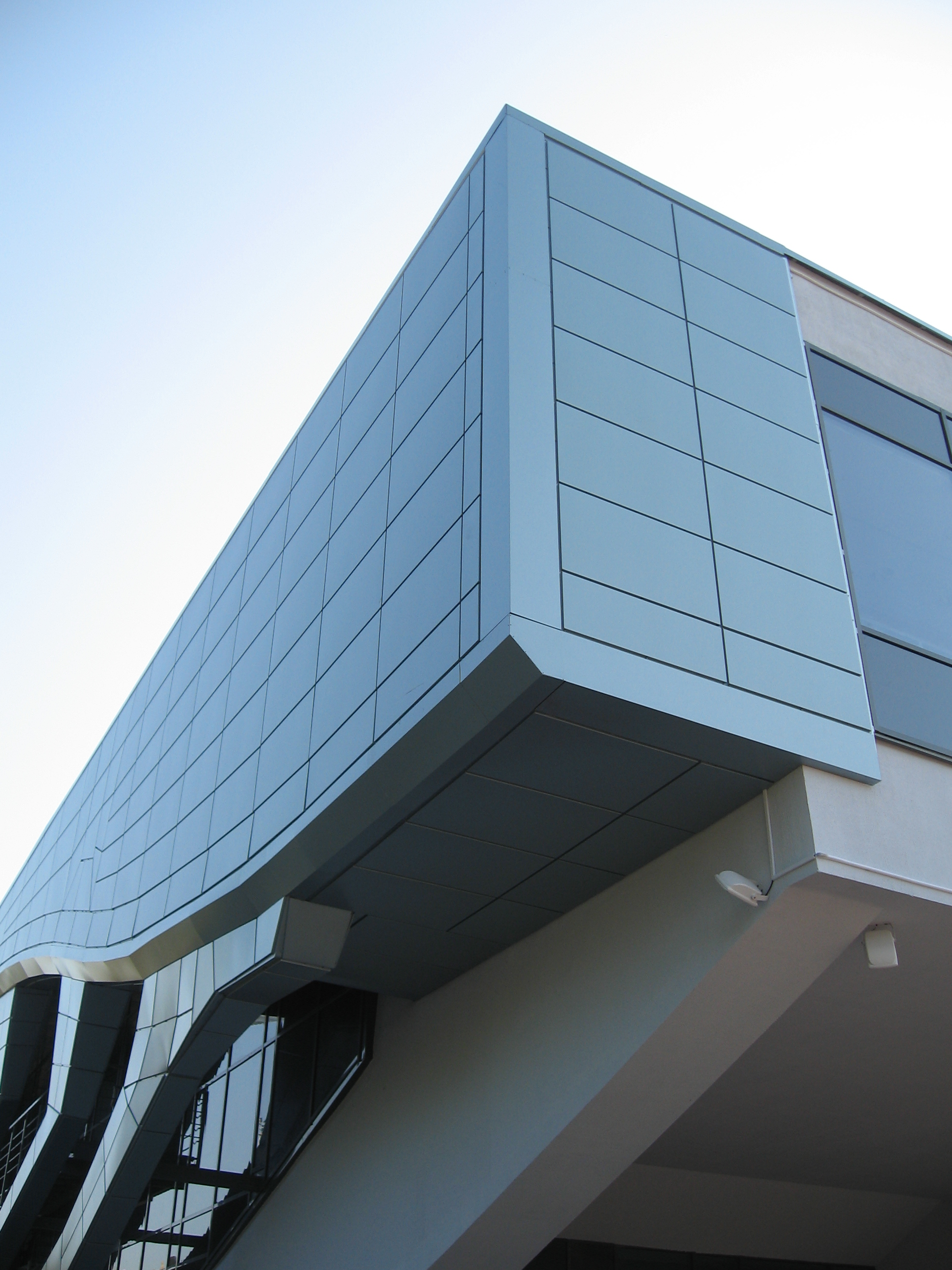
Здание,облицованное вентилируемыми фасадными системами

Фасадная система — система облицовки фасадов и кровли зданий, предназначенная для защиты поверхностей от внешнего воздействия. Применяется при строительстве новых зданий и для реконструкции старых. Главный принцип работы фасадных систем заключается в непрерывной естественной свободной циркуляции воздуха (вентиляции), которая обеспечивает длительный срок службы необходимым элементам и поверхностям. За счет непрерывной вентиляции поверхностей монтаж фасадных систем может проводиться в любое время вне зависимости от исходного качества и наличия влаги на исходных поверхностях.
В современном строительстве среди распространенных фасадных систем - навесные вентилируемые, светопрозрачные, системы мокрого типа, слоистая каменная кладка, бревенчатая, система на основе сэндвич панелей.

## История
Системы фасадной теплоизоляции известны в России более 15 лет. Первыми на рынке в 1991-1993 годах появились зарубежные разработки: штукатурные системы немецких марок Alsecco и Capatect, американские материалы Сэнарджи, а также навесные фасады EuroFox (Австрия, представленные компанией «Кератон»). В 1996-1998 году на  рынке появились системы теплоизоляции таких известных марок, как “Ceresit”, Texcolor, были разработаны отечественные разработки систем теплоизоляции.

## Устройство фасадных систем
Фасадные системы состоят из: алюминиевого или стального каркаса (профиля), закрепленного при помощи крепежных кронштейнов; утеплителя; облицовочного материала. Сегодня в фасадном остеклении специалисты выделяют три базовые технологии, которые различаются особенностями конструкции и технологией возведения - стоечно-ригельная, модульная и спайдерная.
Элементы заполнения конструкций фасадных систем могут быть светопрозрачными (стеклопакет, многослойное стекло) и непрозрачными (композитные материалы, матированное стекло и др.). Возможности для архитектурных идей могут реализоваться за счет применения стекол разного цвета, плоских или гнутых стекол, различного расположения листов стекла и т.д.
Стоечно-ригельные системы остекления относятся к наиболее распространенной группе фасадных систем наряду с модульной и спайдерной. Несущие элементы конструкции стоечно-ригельного фасада - вертикальные и горизонтальные профили (стойки и ригели).

### Профиль фасадных систем
Наличие профиля обеспечивает воздушный зазор между стенами и декоративными панелями фасадных систем, что создает естественную циркуляцию воздуха и не позволяет скапливаться влаге. Алюминиевые профили фасадных систем отличаются облегченным весом, что делает нагрузку на фундамент меньше.
Стальной профиль для фасадных систем в зависимости от требуемого срока службы и степени агрессивности окружающей среды бывает трех видов:
- Изготовленный из оцинкованной стали.
- Изготовленный из оцинкованной стали с порошковой окраской.
- Изготовленный из коррозионностойкой стали.

### Виды утеплителей, используемых в фасадных системах
В качестве утеплителя фасадных систем используются следующие материалы:  
- Минераловатные плиты.

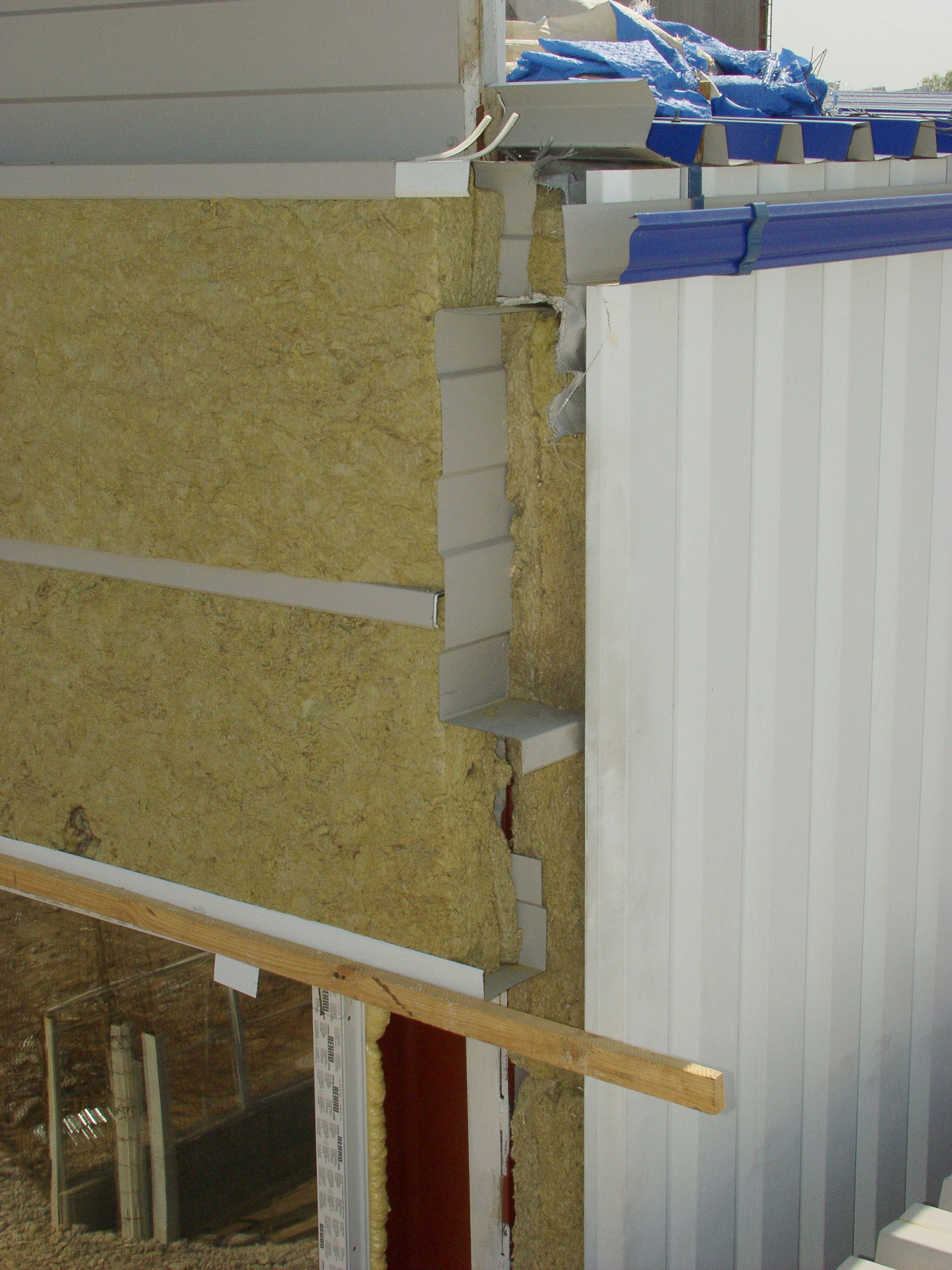
Монтаж вентилируемых фасадных систем с применением утеплителя

Минераловатные плиты характеризуются повышенной огнестойкостью. Для оптимальной эксплуатации данному виду утеплителя требуется пароизоляция. Именно данный вид утеплителя применяется чаще других при монтаже фасадных систем.
- Стекловолоконные плиты.

Стекловолоконные плиты характеризуется низкой огнестойкостью, легко деформируется, не рекомендуется к применению в жилых домах по причине несоответствия экологическим нормам.
- Экструдированный пенополистирол (пенопласт).

### Виды облицовок, используемых в фасадных системах
- Алюминиевые листы.
- Керамогранит.
- Натуральный гранит.
- Фиброцементная плита.
- Стальной или виниловый сайдинг.
- Линеарные панели.
- Стеклопанели.
- Профилированные листы.
- Фасадные кассеты.

## Виды монтажа фасадных систем
Вентилируемые фасадные системы монтируются к поверхностям при помощи подконструкций – специальных систем стального или алюминиевого каркаса. Подконструкции фасадных систем различаются по расположению основных профилей на три вида:
- Вертикальная подконструкция (вертикальный монтаж фасадных систем).

Чаще всего используется в системах вентилируемых фасадов, которые облицовываются сайдингом, линеарными панелями, профлистом, фасадными кассетами или керамогранитом.
- Горизонтальная подконструкция (горизонтальный монтаж фасадных систем)

Используется в системах вентилируемых фасадов с облицовкой профилированным листом или линеарными панелями.
- Перекрестная подконструкция (перекрестный монтаж фасадных систем)

Используется в системах вентилируемых фасадов с облицовкой керамогранитом или фасадными кассетами.

### Требования к монтажу фасадных систем
- Согласно европейским стандартам, вентилируемые фасадные системы устанавливаются при температуре не ниже 0 градусов, иначе из-за температурных расширений крепеж фасада может ослабнуть.
- Вспомогательные элементы крепежа (саморезы, анкера и т.д.) фасадных систем должны обладать антикоррозийными свойствами, т.к. внутри вентиляционных фасадных систем существуют благоприятные условия для появления коррозии, из-за которой теряется несущая способность крепежа.
- Подконструкция, наличие которой требуют навесные вентилируемые фасадные системы, должна размещаться в одной вертикальной плоскости. Для выравнивания данной плоскости при монтаже должны использоваться отвесы или уровни. Зачастую неблагоприятные погодные условия (ветер или другие факторы) не позволяют обеспечить идеальную плоскость поверхности фасадных систем. По этой причине при использовании вентилируемых фасадных систем образуются щели.

## Преимущества фасадных систем
- Отсутствие специальных требований к поверхности несущей стены (не требуют её предварительного выравнивания).
- Позволяют выравнивать дефекты и неровности поверхности при помощи профильных сеток.
- Обладают естественной вентиляцией и удалением излишков атмосферной влаги.
- Обладают высокой тепло- и звукоизоляцией.
- Позволяют нивелировать термические деформации.
- Позволяют производить монтаж в любое время года.
- Обладают длительным эксплуатационным периодом (до 50 лет в зависимости от применяемого материала), в течение которого нет необходимости в ремонте или реставрации.
- За счет применения в вентиляционных фасадных системах алюминиевых или стальных профильных направляющих существует возможность изменять угол и наклон конструкции, достигая при этом сложных геометрических фигур при возведении новых архитектурных объектов.

## Недостатки фасадных систем
К недостаткам фасадных систем можно отнести неприятный акустический эффект, который зачастую не позволяет использовать вентилируемые фасадные системы, облицованные при помощи металлосайдинга, при строительстве жилых помещений. При сильном ветре вентиляционные фасадные системы издают свист и гудение, причинами которых являются большая длина кронштейнов, фиксирующих навесные элементы фасада, и малая жесткость используемого утеплителя (минваты), который подвержен вибрации.